# ПАС (футбольный клуб, Тегеран)
ПАС (перс. باشگاه فوتبال پاس تهران‎) — несуществующий в настоящее время иранский футбольный клуб из Тегерана, вплоть до своего расформирования выступал в чемпионате Ирана по футболу. Клуб неофициально основан в 1953 году, а официально 8 июля 1963 года, выступал на стадионе «Шахид Дасгерди» вмещающем 8 250 зрителей. 9 июня 2007 года клуб был распущен. Ввиду большого количества футбольных клубов в Тегеране, было решено расформировать команду и создать новую, под тем же названием в городе Хамадан. ПАС — один из двух иранских клубов, побеждавших в Азиатском Кубке чемпионов.

## История
В 1953 несколько командиров полиции, в том числе капитан Assadolahi, решили создать клуб  в полицейской академии, с названием "спортивный клуб полицейской академии курсанты». В том же году команда участвовала в чемпионате иранских вооруженных сил и заняла второе место. Позже, капитана  Садеги Assadolahi сделали капитаном клуба, который был переименован в ФК Shahrbani,  тренером назначили Бахман Шахиди. 8 июля 1963 года команда была официально признана Федерацией футбола Ирана и сменила название на Пас. Устав клуба был официально принят советом клуба в 1966 году. Первоначально успешно участвовала в чемпионате Тегерана, а с 1970 года иранской премьер лиге. Самым большим успехом клуба была победа в Лиге чемпионов АФК в 1993 году.
В сезоне 2006/07 клуб занял 11-е место в лиге Ирана. Правительство Ирана решило расширять футбол по стране и клуб переехал в Хамадан. Наконец, 9 июня 2007, PAS Тегеран был официально распущен, а его место занял новый клуб под названием PAS Хамадан. Команда и тренерский штаб  переехали в город Хамадан, чтобы сформировать новую команду. Что касается культурного и спортивного клуба PAS, то он остался в Тегеране, он конкурирует в любительских и молодёжных лигах.

## Стадион
На момент создания клуба, комплекс стадиона в Ekbatan (окрестности в Тегеране), принадлежал Charity Department. Клуб оформил кредит на 99 лет. Капитан Садеги принял условия и арендовал поле на 99 лет по цене в 20000 Томан. В 1971 году границы комплекса Ekbatan были созданы и предложением на покупку земли было принято советом клуба. Благодаря любви капитана Садеги к клубу, клуб был в состоянии иметь одну из ключевых элементов, необходимых для профессионального футбола (стадион). По сей день Pas является одним из ряда клубов в Иране, который имеет свой собственный стадион и практику поля.

## Первый официальный матч
Первый официальный матч состоялся  с Koroush FC в 1964 году. Стартовом составе Pas на этот матч выглядел так: Фарамарз Zelli, Хасан Хабиби, Мохаммад Ранджбар, Heshmat Мохаджерани, Rasouli, Yazdanian, Meiarian, Махмуд Yavari, Homayoun Shahrokhi, Yinehvarzan и Парвиз Мирза Хасан. Окончательный результат был 1-1. Некоторые из вышеперечисленных игроков, таких как Хабиби, Мохаджерани, Shahrokhi и Yavari по-прежнему вовлечены в иранском футболе.

## Тахт Джамшид Cup
Тахт Джамшид Cup - первая общенациональная футбольная лига Ирана и Pas вошёл в лигу в первый год его создания в 1973/74. До этого Pas выиграл два местных Тегеран лиге чемпионатов в 1967 и 1968 гг. Первые пару лет в новой лиге прошли не с отличными результатами для Pas, но все изменилось, когда бывший игрок ПАС, Хасан Хабиби, стал тренером клуба. Под его руководством клуб выиграл 2 чемпионата подряд в 1976/77 и 1977/78. Клуб мог выиграть и  третий раз подряд, но лига была отменена, с приходом иранской революции.

## После революции
1980-е были тихим. Это было трудное время для иранского футбола, так как ирано-иракская война изменила приоритеты в стране и футбол отошол на задний план. Pas не делал многого в это время, за исключением участия в некоторых незначительных местных турнирах. После войны  была создана Азадеган Лига и Pas вернулись на иранскую футбольной сцену в большой путь. Они победили в первом сезоне 1991-92 Азадеган лиги и были допущены к участию в 1992/93 Лиге Чемпионов Азии.
Они победили катарского клуба Аль-Араби в первом туре,  4-3 совокупный счет. Они были помещены в группу B, заняв второе место там, несмотря на очень плохие результаты. В полуфинале, который состоялся в Бахрейне, они пошли против мощной японской команды Yomiuri. Они победили команду в дополнительное время со счетом 2-1. Pas теперь в финале, где они встретятся с Саудовским клубом, «Аль-Шабаб». 22 января 1993 года в Манаме, Бахрейн, Pas Тегеран победил Аль-Шабаб 1-0, став чемпионами Азии. Это был подвиг учитывая то, что большинству игроков Pas были выплачены зарплаты любительского уровня, они остановились в очень плохом отеле и прибыли очень поздно в Бахрейн. Шансы команды  в турнире считались настолько малы, что иранская Федерация футбола даже не потрудилась прислать своего представителя.
Фируз Карими продолжал управлять командой, и он привел команду к чемпионату Азадеган другой лиге в 1992/93 сезоне. Ещё раз Pas был допущен к участию в чемпионате Азии клуба, но проиграли в первом раунде ливанскому клубу, Аль-Ансар.

## IPL
После этого клуб стал посредственным, находился в середине таблицы, почти все следующие сезоны. Хотя, когда в 2003/04 сезоне IPL, Pas  выиграл чемпионат с главным тренером Маджид Джалали. Пас плохо начал сезон 2004/05 и заменили тренера Джалали с Мустафа Денизли, но он был не в состоянии поднять клуб. ПАС дошёл до четвертьфинала Азиатской Лиге чемпионов, несмотря на то вперед 3-0 в ответном матче этой стадии в Тегеране, в конечном итоге разваливается и потери по сумме двух матчей, 4-4. Они заняли 6 место в этом сезоне. Они почти выиграл 2005/06 сезона, но финишировали вторым в чемпионате.
Pas не подал в отставку Денизли и выкупил Джалали ещё раз, чтобы привести команду в 2006/07 сезоне. Этот эксперимент не удался, как Джалали был уволен 1 декабря 2006 в связи с плохими результатами 11 игр в сезоне. Предыдущий Pas и главный тренер сборной Homayoun Shahrokhinejad был подписан, чтобы возглавить команду до конца сезона.

## Исчезновение
ПАС финишировал 11-м в сезоне 2006-07. В конце мая начали появляться слухи о роспуске футбольной команды. Было сказано, что, поскольку город Тегеран имеет много футбольных команд, которые имеют низкие показатели посещаемости, было бы лучше для ряда команд  переселиться в другие города. 9 июня 2007 года, ПАС был официально распущен. Их право на участие в Кубке Персидского залива было дано вновь образованной команде под названием ПАС Хамадан. Персонал и игроки расформированной команды переехали в Хамадан.
Продолжение Основная статья: ПАС (футбольный клуб, Хамадан)

## Достижения
- Чемпион Ирана (5): 1976/77, 1977/78, 1991/92, 1992/93, 2003/04
- Серебряный призёр Ирана (3): 1997/98, 2002/03, 2005/06
- Чемпион Тегерана (2):  1967/68, 1968/69
- Обладатель Азиатского Кубка чемпионов (1): 1993
- Финалист Афро-азиатского клубного чемпионата (1): 1993

## Эмблемы клуба

-2007

## Статистика
| Сезон   | Поз. | Игр | W  | D  | L  | G + | G - | P  | Hazfi Cup     | ACL           | Турнир          |
| ------- | ---- | --- | -- | -- | -- | --- | --- | -- | ------------- | ------------- | --------------- |
| 1970    | 2    | 5   | 4  | 0  | 1  | 14  | 6   | 12 |               |               | Regional League |
| 1976-77 | 1    |     |    |    |    |     |     |    | Полуфинал     |               |                 |
| 1977-78 | 1    |     |    |    |    |     |     |    |               |               |                 |
| 1988    | 15   | 16  | 3  | 5  | 8  | 12  | 18  | 14 |               |               |                 |
| 1991-92 | 1    |     |    |    |    |     |     |    |               |               |                 |
| 1992-93 | 1    |     |    |    |    |     |     |    |               | Champion      |                 |
| 1993-94 | 5    |     |    |    |    |     |     |    |               | First round   |                 |
| 1994-95 | 6    |     |    |    |    |     |     |    |               |               |                 |
| 1995-96 | 4    | 30  | 13 | 6  | 11 | 33  | 35  | 45 |               |               | Азадеган лига   |
| 1996-97 | 4    | 30  | 11 | 15 | 4  | 37  | 22  | 48 |               |               | Азадеган лига   |
| 1997-98 | 2    | 28  | 13 | 13 | 2  | 32  | 20  | 52 |               |               | Азадеган лига   |
| 1998-99 | 5    | 30  | 9  | 15 | 6  | 30  | 25  | 42 | Полуфинал     |               | Азадеган лига   |
| 1999-00 | 7    | 26  | 9  | 8  | 9  | 35  | 31  | 35 | Четвертьфинал |               | Азадеган лига   |
| 2000-01 | 6    | 22  | 5  | 12 | 5  | 25  | 23  | 27 | Четвертьфинал |               | Азадеган лига   |
| 2001-02 | 4    | 26  | 10 | 13 | 3  | 39  | 24  | 43 | 1/8 финала    |               | Чемпионат Ирана |
| 2002-03 | 2    | 26  | 13 | 16 | 7  | 37  | 23  | 45 |               |               | Чемпионат Ирана |
| 2003-04 | 1    | 26  | 15 | 8  | 3  | 48  | 29  | 53 | Четвертьфинал |               | Чемпионат Ирана |
| 2004-05 | 6    | 30  | 11 | 9  | 10 | 49  | 40  | 42 | Четвертьфинал | Четвертьфинал | Чемпионат Ирана |
| 2005-06 | 2    | 30  | 16 | 10 | 4  | 54  | 29  | 58 | 1/8 финала    |               | Чемпионат Ирана |
| 2006-07 | 11   | 30  | 7  | 13 | 10 | 36  | 36  | 33 | 1/8 финала    |               | Чемпионат Ирана |

### Главные тренеры
| Период    | Тренер                  | Достижения |
| --------- | ----------------------- | --- |
| 1963-1972 | Мехди Asadollahi        | Чемпион Тегерана (2): 1967-68, 1968-69                                                                             |
| 1972-1977 | Хасан Хабиби            | Чемпион Ирана 1976/77                                                                                              |
| 1978-1980 | Homayoun Shahrokhinejad | Чемпион Ирана 1977/78                                                                                              |
| 1980-1987 | Мехди Monajati          | |
| 1988      | Ezzatolah Афшар         | |
| 1989-1992 | Фируз Карими            | Чемпион Ирана 1991/92                                                                                              |
| 1993      | Мехди Monajati          | Чемпион Ирана 1992/93 Азиатский Кубок чемпионов (1): 1993. Финалист Афро-азиатского клубного чемпионата (1): 1993. |
| 1994-1995 | Ebrahim Ghasempour      | |
| 1996      | Фируз Карими            | |
| 1997      | Ebrahim Ghasempour      | |
| 1998-1999 | Bijan Zolfagharnasab    | |
| 1999      | Махмуд Yavari           | |
| 1999-2000 | Ebrahim Ghasempour      | |
| 2000      | Хоссейн Faraki          | |
| 2000-2001 | Фархад Каземи           | |
| 2001      | Фируз Карими            | |
| 2001-2003 | Homayoun Shahrokhinejad | |
| 2003-2004 | Маджид Джалали          | Чемпион Ирана 2003/04                                                                                              |
| 2004-2006 | Мустафа Денизли         | |
| 2006      | Маджид Джалали          | |
| 2006-2007 | Homayoun Shahrokhinejad | |

### Президенты
| Период                | Президенты       |
| --------------------- | ---------------- |
| '                     | Феридон Садеги   |
| '                     | Карим Маллахи    |
| '                     | Насер Шафагш     |
| ноябрь 2000-июнь 2006 | Мустафа Аджорлоу |
| июль 2006-июнь 2007   | Хашем Гхиаси     |